# 池田ダム
池田ダム（いけだダム）は、徳島県三好市池田町西山地先、吉野川本川中流部に建設されたダムである。四国のみずべ八十八カ所に選定。
吉野川下流部の洪水調節と既存用水分の取水量補給と河川環境維持のための不特定利水、上水道・工業用水・灌漑（後述）、発電（最大出力5,000 kW）を目的とした多目的ダムである。型式は重力式コンクリートダム、高さは24.0 mである。ダムは船明ダム（天竜川）と同じく巨大な水門によって川を堰き止めているが、この水門の大きさは左岸にある吉野川ダム統合管理事務所（3階立て）の建物がスッポリ入る巨大なものである。

## 沿革
池田町のダム計画は1950年（昭和25年）の経済安定本部案（以下、安本案）で持ち上がった。同時期吉野川電源開発計画を進めていた電源開発株式会社は小歩危ダム（吉野川第2発電所）の逆調整池として池田地点にダム建設を計画（以下、電発案）していた。だが電発案は小歩危ダムが環境破壊を招くとして地元の反対を受けたために中止となり、発電用ダムとしての利用は無くなった。一方、安本案をベースとした建設省案はその後1966年（昭和41年）の吉野川水系「水資源開発水系」指定により「吉野川水系水資源開発基本計画」として発展し、早明浦ダムと共に香川用水・吉野川北岸用水の水源として吉野川総合開発の根幹施設と位置づけられた。
こうして水資源開発公団（現・独立行政法人水資源機構）が事業主体となり1968年（昭和43年）より計画が進められ、1975年（昭和50年）に完成。

## 2つの用水路の水源として
ダム建設と同時に香川用水と吉野川北岸用水の建設も開始された。香川用水は阿讃山脈を貫く「阿讃トンネル」（5,032 m）の工事で難航したが1974年（昭和49年）5月30日に通水を迎えた。これにより実に1,000年以上水不足に悩まされた香川県・讃岐平野に安定した水供給を可能にした。一方、吉野川北岸用水であるが農林省（現農林水産省中国四国農政局）による「国営吉野川北岸農業水利事業」として1971年（昭和46年）より工事を開始、全長69.2 kmの用水路を1990年（平成2年）に完成させた。吉野川北岸は地質的に河川が伏流水になりやすく慢性的に水不足に陥る地域であった。豊岡茘敦は1874年（明治7年）に「疎鑿迂言」を著し吉野川北岸用水構想を示したが、実に116年目にして実現することになった。
2つの用水路の水源となるダム湖は「池田湖」と命名されたが、魚類の遡上を図るために「階段式魚道」を設置した。これによりアユ・ウグイ・オイカワ・コイ・ウナギ・ナマズ等の遡上が確認されているが特に5月 - 7月に掛けては魚道をアユの大群が列を成して遡上する光景を目にすることができる。湖上には徳島自動車道の吉野川橋梁が架橋されたが、橋の名称を一般公募しその結果「池田へそっ湖大橋」と命名した。